# شهرک صنعتی سهند
شهرک صنعتی سهند (تبریز ۴) یکی از شهرک‌های صنعتی استان آذربایجان شرقی است که در مابین بزرگراه‌های سهند و شهید کسایی شهر تبریز واقع شده‌است.